# The Victor of the Plot
The Victor of the Plot è un cortometraggio muto del 1917 diretto da Colin Campbell. Prodotto dalla Selig Polyscope Company, il film aveva come interpreti Frank Clark, William Elmer, Bessie Eyton, Wheeler Oakman, Gordon Sackville, Al W. Filson, J. Farrell MacDonald.

## Trama
Nourmalie, l'unica figlia del colonnello Warren, innamorata di John Morris, respinge le avances del maggiore Goe che se la lega al dito. Il suo risentimento aumenta ancora quando Morris un giorno lo salva durante un combattimento con gli indigeni. Il reggimento è stanziato in terre lontane. Morris complotta con i guerrieri nemici per tendere un tranello al suo salvatore che dovrà morire tra le torture. Goe non riesce a reprimere la gioia per il trionfo sul suo rivale e se ne vanta con Nourmalie che, però, non si perde d'animo e, con la sua intraprendenza, corre a salvare l'amato e fa punire il suo malvagio spasimante.

## Produzione
Il film fu prodotto dalla Selig Polyscope Company.

## Distribuzione
Distribuito dalla General Film Company, il film - un cortometraggio in due bobine - uscì nelle sale cinematografiche statunitensi il 29 settembre 1917.